# McClellanville
McClellanville – miasto w Stanach Zjednoczonych, w stanie Karolina Południowa, w hrabstwie Charleston.